# Túnel Tribunal de Justiça
O Complexo Viário Tribunal de Justiça do Estado de São Paulo é um importante conjunto de vias subterrâneas da cidade de São Paulo. Localizado na Subprefeitura da Sé, é uma das principais vias da cidade.

## História
As obras foram contratadas junto ao consórcio CBPO/Constran e iniciadas na gestão Jânio Quadros na década de 1980, interrompidas na gestão Erundina e retomadas na gestão Paulo Maluf. O túnel foi inaugurado em 3 de dezembro de 1994, a um custo final de R$ 69 milhões (cerca de R$ 8,5 milhões acima do orçado inicialmente). Posteriormente Maluf foi acusado de superfaturar a obra e condenado em primeira e segunda instâncias.